# Боун, Келси
Келси Рене Боун (англ. Kelsey Renee Bone; род. 31 декабря 1991 года, Хьюстон, штат Техас, США) — американская профессиональная баскетболистка, выступавшая в женской национальной баскетбольной ассоциации. Была выбрана на драфте ВНБА 2013 года в первом раунде под общим пятым номером клубом «Нью-Йорк Либерти». Играет в амплуа тяжёлого форварда и центровой. В настоящее время защищает цвета израильской команды «Маккаби Бнот Ашдод».

## Ранние годы
Келси родилась 31 декабря 1991 года в городе Хьюстон (штат Техас) в семье Уоррена Боуна и Ким Уильямс, у неё есть брат, Донован, и сестра, Линдсей, а училась в средней школе имени Джона Фостера Даллеса, находящейся в соседнем городе Шугар-Ленд, в которой выступала за местную баскетбольную команду.